# Cyphonia clavata
Cyphonia clavata(лат.) — вид рівнокрилих комах з сімейства горбаток (Membracidae). Мають зовнішню схожість із мурахами.

## Розповсюдження
Неотропіка. Зустрічаються в Південній та Центральній америці : Аргентина, Бразилія, Венесуела, Гватемала, Гайана, Гондурас, Колумбія, Коста-Ріка, Мексика, Нікарагуа, Панама, Перу, Сурінам, Еквадор

## Опис
Довжина тіла менше 1 см. Зовнішні шипи роблять його схожим на мураху; ілюзія, створена булавоподібними або кулястими розширеннями, виступами та відростками з переднеспинки комахи. Загальна схожість з агресивними мурашками підродини Myrmicinae дає певний захист від комахоїдних хижаків. При цьому структура, що імітує мураху, виглядає перевернутою: голова, що імітується, звернена до спини горбатки. Таким чином, коли вона рухається вперед, ймовірно, створює хороше враження мурашки, що розгортається і збуджена в прямій оборонній позі, що відлякує можливих хижаків. Для завершення ілюзії кінцеві сегменти задніх лап, пофарбовані, як у мурахи, швидше за все, служать передніми лапами мурахи, що надає статичному виступу ілюзію руху. Задній пронотальний відросток із двома шипами позаду плечових кутів; відросток закінчується одним простим або цибулинним відростком з трьома гострими шипами.

## Таксономія
Вигляд був вперше описаний в 1787 данський ентомологом Йоганн Християн Фабрицієм. Вперше цей вид був описаний і проілюстрований в 1788 німецьким ентомологом Каспаром Штоллем, а пізніше також згадувався і зображався в ряді публікацій першої половини XIX століття. Хоча жоден із цих ранніх авторів не згадує про схожість пронотуму з мурахою, міметична схожість і передбачувана адаптивну перевагу, що забезпечується розвиненими пронотальними структурами серед інших представників сімейства Membracidae, вже стали предметом обговорення наприкінці XIX століття.